# Roberto Massimiliani
Roberto Massimiliani (Falerone, 31 maggio 1905 – Roma, 19 giugno 1975) è stato un vescovo cattolico italiano.

## Biografia
Nato a Falerone, nella provincia ed arcidiocesi di Fermo, il 31 maggio 1905, compie gli studi presso il seminario di Fermo e presso l'Almo collegio Capranica in Roma. Laureatosi in teologia, filosofia e diritto canonico presso la Pontificia Università Gregoriana, viene ordinato presbitero l'8 dicembre 1927 per l'arcidiocesi di Fermo. Viene nominato docente presso il seminario di Fermo ed assistente diocesano e regionale dell'Azione Cattolica.

### Ministero episcopale
Il 21 giugno 1948 papa Pio XII lo nomina vescovo di Civita Castellana, Orte e Gallese e riceve l'ordinazione episcopale il 15 agosto successivo presso il duomo di Fermo da Norberto Perini, arcivescovo metropolita di Fermo, co-consacranti l'arcivescovo Alfonso Carinci, segretario della Congregazione dei riti, ed il vescovo di Modigliana Massimiliano Massimiliani. Il 4 ottobre indirizza alla sua diocesi la prima di una lunga serie di lettere pastorali e a Natale una seconda per annunciare le finalità dell'Anno Santo 1950. Precisa le modalità che avrebbero caratterizzato la Peregrinatio Mariae che avrebbe attraversato la diocesi.
In diocesi, tra i suoi impegni più significativi, oltre la ricostruzione degli edifici di culto distrutti durante la guerra, vi è il rilancio di quello strumento di comunicazione che è il Bollettino ufficiale. Trasformato in un sussidio di stampa, lo utilizza per far conoscere i documenti pontifici. Si impegna nel sostenere e diffondere l'Azione Cattolica nella sua diocesi e partecipa attivamente al Concilio Vaticano II, dalla prima alla quarta sessione.
Muore il 19 giugno 1975, a 70 anni. Nel corso del suo ministero, è co-consacrante principale di:
- Vescovo Antonio Ravagli (1955)
- Vescovo Giuseppe Bonacini (1959)
- Vescovo Gaetano Michetti (1961)

#### Museo diocesano d'arte sacra di Orte
Il 9 aprile 1967 inaugura, presso la chiesa di San Silvestro, la più antica del borgo, in Orte, il museo diocesano d'arte sacra per conservare, valorizzare e promuovere la conoscenza del patrimonio storico-artistico. Si tratta di opere provenienti dalla concattedrale di Santa Maria Assunta e dal territorio diocesano. L'itinerario museale presenta reperti archeologici, opere e suppellettile liturgica, databili dal VI secolo a.C. al XX secolo.

## Opere
La principale raccolta delle sue lettere pastorali, dei suoi discorsi e dei suoi articoli sono pubblicati in occasione del XXVo anniversario di episcopato. L'opera è curata da Mario Mastrocola con l'introduzione del suo vicario generale, a lui molto vicino nel corso dell'episcopato. Altri suoi scritti si trovano nel Bollettino ufficiale delle Diocesi riunite di Orte, Civita Castellana e Gallese, nella sezione Periodici.

## Genealogia episcopale
La genealogia episcopale è:
- Cardinale Scipione Rebiba
- Cardinale Giulio Antonio Santori
- Cardinale Girolamo Bernerio
- Vescovo Claudio Rangoni
- Arcivescovo Wawrzyniec Gembicki
- Arcivescovo Jan Wężyk
- Vescovo Piotr Gembicki
- Vescovo Jan Gembicki
- Vescovo Bonawentura Madaliński
- Vescovo Jan Małachowski
- Arcivescovo Stanisław Szembek
- Vescovo Felicjan Konstanty Szaniawski
- Vescovo Andrzej Stanisław Załuski
- Arcivescovo Adam Ignacy Komorowski
- Arcivescovo Władysław Aleksander Łubieński
- Vescovo Andrzej Stanisław Młodziejowski
- Vescovo Kasper Kazimierz Cieciszowski
- Vescovo Franciszek Borgiasz Mackiewicz
- Vescovo Michał Piwnicki
- Arcivescovo Ignacy Ludwik Pawłowski
- Arcivescovo Kazimierz Roch Dmochowski
- Arcivescovo Wacław Żyliński
- Vescovo Aleksander Kazimierz Bereśniewicz
- Vescovo Szymon Marcin Kozłowski
- Vescovo Mečislovas Leonardas Paliulionis
- Arcivescovo Bolesław Hieronim Kłopotowski
- Vescovo Jerzy Józef Elizeusz Szembek
- Vescovo Stanisław Kazimierz Zdzitowiecki
- Arcivescovo Aleksander Kakowski
- Papa Pio XI
- Cardinale Alfredo Ildefonso Schuster
- Arcivescovo Norberto Perini
- Vescovo Roberto Massimiliani